# Gansireed Labyrinthus
Il Gansireed Labyrinthus è una formazione geologica della superficie di Titano.